# 民会 (ローマ)
民会（みんかい、ラテン語: Comitia コミティア）は、古代ローマの政府組織の一つ。立法機関であるだけでなく、選挙による指導者の選出、開戦と終戦や市民への頭格刑（死刑）宣言が出来る唯一の機関である。クリア民会、ケントゥリア民会、トリブス民会、プレブス民会があった。

## 概要
戦争について諮るクリア民会、

執政官や執政武官を決めるケントゥリア民会、

これらは正しい手順を踏んでのみ開かれるものであり、

ウェイイに移転した後も、

この見捨てられた町へ戻ってそれを開こうというのか。
リウィウス『ローマ建国史』5.52.15、カミッルスの演説より

民会は、政務官によって召集・解散されたため、召集者の影響力が大きかったと推測される。議論は民会ではなく、集会（コンティオ）で行われ、それも政務官によって召集された。法案の提出も政務官によってのみ行われ、民会の参加者は動議を行うことや意見の表明も出来ず、ただ票決するのみであったという。更に言えば、紀元前139年までは記名投票であったためか、否決された法案はほとんどなく。選挙に関しても、選挙結果を政務官が拒否したケースもあり、民衆にどこまでの自由があったのか疑問視する説がある。
更に投票単位の問題がある。各民会では、各個人ではなく、各人が所属するクリア、ケントゥリア、もしくはトリブス（プレブス民会もトリブス）が票決の単位であった。このことは、票決の成立に必ずしも大多数の参加が必要ないことになり、実際の民意と乖離した票決であっても、形式的には問題がないことになる。ただそれでも、民会による承認は形式的に必要不可欠なものであった。このことは、民衆が常に受け身であったことは意味しない。彼らの意思表示は、食糧不足などの切羽詰まった問題があった場合には、より直接的な手段によって行われていた。こうしたデモといった暴力的な手段による影響力は、民会よりも遙かに大きかったと考える学者もいる。
選挙に関して言えば、パトロネジ論が提唱されており、信義（フィデス）が投票行動の重要な要素であったとする説が有力であった。パトリキ（貴族）とプレブス（平民）の階級闘争が終わり、プレブスも支配階級へ組み込まれノビレス（新貴族）が形成されると、プレブスの代弁者たる護民官も体制に組み込まれていった。そのため、民会の影響力は低下したと思われるが、新貴族は民衆を無視することは出来ず、公開の場での説明を求められ、配慮する必要があったという。紀元前3世紀から2世紀にかけては、民衆は形式的にではあるが民会での決定プロセスに参加しており、基本的な欲求は満たされていたため、社会的に安定していたのではないかと考える学者もおり、ファーガス・ミラーはより民主的な形を予想し、この政務官の演説による説得の必要性を重視した。
司法について言えば、立法・選挙に比較してより民衆の意見が反映されやすかったとも言えるが、紀元前2世紀以降は各種犯罪に対する常設審問所が設置されたため、民会の影響力はほとんどなくなっていった。ただし、特に選挙の場合に多くの人々が参加していたことは確かであり、民主的であったかどうかについては、さらなる検討の余地があると考えられる。
共和政ローマ後期の弁論家であり政治家でもあったキケロは、標準的な混合政体モデルを取りつつも、ポリュビオスのような理想的三権分立ではなく、『元老院』によって『執政官』と議会である『民会』がコントロールされているとした。民会は、民衆の自由（リベルタス）を満たすための象徴のように捉えている。

政務官にふさわしいものであっても落選させることはあった。。。。

かつては当選したとしても、

元老院の承認（patres auctores）がなければ政務官になれなかったが、

今君たちの要求は、当選者を追放しろという。

それはつまり、市民の判断を否定するということで、

一昔前のパトリキであってもなし得なかったことだ。
キケロ『プランキウス弁護』8

## 歴史
王は3つのことを人々に委ねた。

選挙、法の承認、そして王が判断を仰いだ場合には戦争について。

だが人々の判断には、元老院による承認が必要とした。

市民はクリアごとに集められ、投票し、

市民に票決されたことは、元老院で審議された。

ハリカルナッソスのディオニュシオス『ローマ古代誌』2.14.3

紀元前753年のローマ建国後、王政ローマの社会組織形態は氏族制であり、上位よりゲンス、クリア、トリブスの3層構造であった。古伝によれば、都市ローマはティティエス、ラムネス、ルケレスの3部族から興され、それぞれが1つのトリブスを形成していた。各トリブスは10のクリアに、各クリアは10のゲンスに区分されていたという。この各単位より構成されたのがクリア民会とトリブス民会である。プレブス民会とトリブス民会は、パトリキ参加の有無の違いだけであった。後にはプレブス民会に貴族が出席することも普通となった。クリア民会は立法権限と共に新しい王を歓呼することで承認するという権限を有しており、それはその後のインテルレクスの制度に引き継がれたとも考えられている。
紀元前509年、ローマが共和政に移行した後、主な立法権限はトリブス民会とケントゥリア民会に移った。開会でのめんどうな宗教的手続を必要としたケントゥリア民会より、後にはトリブス民会が主に用いられるようになった。さらに、その権限はプレブス民会に移ることとなった。共和政末期には元老院、プレブス民会、執政官の間の政治的駆け引きにより国家の安定性が損なわれ、最終的に国家体制は帝政に移行することとなる。